# Хильдигис
Хильдигис (Ильдигис; лат. Hildigisus, Ildihisus; убит в первой половине 550-х годов) — военачальник, претендент на престол Лангобардского королевства из династии Летингов.

## Биография
По одним данным — сын короля лангобардов Тато, по другим — внук, сын Рисиульфа.
После убийства около 511 года короля Тато королём Вахо, Хильдигис бежал к славянам, став их другом и союзником. Хильдигис неоднократно предпринимал попытки захватить престол лангобардов, особенно после пресечения в 546 году династии Летингов и восшествия на престол короля Аудоина. В этом он опирался на врагов лангобардов — гепидов.
Хильдигис поддержал гепидов в их конфликте с лангобардами в 548 году. Когда между неприятелями был заключён мир, Хильдигис в том же году с войском из 6000 славян выступил в Остготскую Италию на помощь королю остготов Тотиле и по пути, в Венетии, разбил войско византийцев, но затем неожиданно повернул обратно и возвратился в землю славян.
Позднее Хильдигис приехал в Константинополь и поступил на военную службу к императору Юстиниану I. Однако в 552 году, недовольный тем, что ему оказывают недостаточно почестей как наследнику лангобардского престола, он самовольно покинул столицу, соединился с лангобардами из числа своих сторонников, разбил во Фракии два византийских отряда и прибыл к гепидам. Те только что заключили мир с лангобардами после поражения в битве на поле Асфельд. По требованию короля Аудоина гепиды в нарушение обычаев гостеприимства убили Хильдигиса, а в ответ лангобарды убили находившегося у них претендента на гепидский престол Устригота, сына бывшего короля гепидов Гелемунда.